# Za-la-Mort contro Za-la-Mort
Za-la-Mort contro Za-la-Mort (Quale dei due?) è un film del 1922 diretto da Emilio Ghione.

## Trama
Za-la Mort deve combattere contro un bandito che si è appropriato del suo nome sporcandogli la reputazione di fuorilegge “onesto”.